# Ferro e sangue
Ferro e sangue (titolo originale Järnblod) è un romanzo giallo della scrittrice svedese Liza Marklund pubblicato in Svezia nel 2015.
È l'undicesimo libro della serie che ha per protagonista la giornalista Annika Bengtzon.
Il libro è stato tradotto in dieci lingue.

## Edizioni
- Liza Marklund, Ferro e sangue, traduzione di Laura Cangemi, Marsilio, 2017. ISBN 978-88-317-2658-0.